# Zoltán Kocsis
Zoltán Kocsis (30. května 1952, Budapešť – 6. listopadu 2016, Budapešť) byl maďarský klavírista, skladatel a dirigent.

## Životopis
Své hudební vzdělání započal již ve věku pěti let. Od roku 1963 studoval na konzervatoři Bély Bartóka, následně od roku 1968 studoval na hudební akademii Ference Liszta u Pála Kadosi a Ference Radose.
V roce 1970 zažil svůj první mezinárodní debut a v následujících 25 letech hrál s mnoha slavnými orchestry jako byly např. Chicago Symphony Orchestra, Sächsische Staatskapelle Dresden, San Francisco Symphony, New York Philharmonic Orchestra, Philharmonia či Wiener Philharmoniker.
V posledních letech často pracoval jako dirigent, a to zejména se souborem Budapest Festival Orchestra (Budapesti Fesztiválzenekar) a s Maďarskou národní filharmonií, kde byl v současné době hudebním ředitelem.

## Nahrávky
Pro nahrávací společnost Philips nahrál v devadesátých letech 20. století kompletní klavírní dílo Bély Bartóka, vysoce ceněna byla nahrávka cyklu Mikrokosmos.

## Ocenění
- 1970 Beethovenova soutěž Maďarského rozhlasu,
- 1972 druhá cena v soutěží Concertino Praga
- 1973 cena Ference Liszta,
- 1978 cena Lajose Kossutha.